# Пјан ди Гвидо (Арецо)
Пјан ди Гвидо је насеље у Италији у округу Арецо, региону Тоскана.
Према процени из 2011. у насељу је живело 18 становника. Насеље се налази на надморској висини од 424 м.